# Idioma curonio
El curonio   (en alemán: Kurisch, en letón: kuršu valoda, en lituano: kuršių kalba) fue una de las lenguas bálticas, de la familia lingüística del indoeuropeo, actualmente extinguida, hablada por los curonios. Algunos estudiosos consideran que fue un báltico oriental, intermedio entre el lituano y letón, mientras que otros, como Vytautas Mažiulis, lo clasifican como báltico occidental.
En Lituania, la lengua se extinguió en el siglo XVI. Se cree que los últimos curonios que aún hablaban curonio vivieron en el siglo XVII en el golfo de Riga, una zona que se asimiló lingüísticamente al letón. No se conservan documentos escritos, salvo los topónimos, pero los restos en idiomas vecinos, especialmente en el bielorruso, permiten hacerse una idea de los principales rasgos de la lengua.

## Origen
No queda casi nada del antiguo idioma curonio y no está claro si pertenecía al grupo de las lenguas bálticas occidentales o al de las orientales. Algunos estudiosos, como Edgar V. Saks y Eduard Vääri, apuntaron que varias palabras del curonio reflejan la influencia de la subfamilia fino-ugra del Báltico, especialmente del livonio o del estonio.